# Крахмального завода
Крахмального завода — поселок в Спасском районе Рязанской области. Входит в Выжелесское сельское поселение.

## География
Находится в центральной части Рязанской области на расстоянии приблизительно 15 км на юг-юго-запад по прямой от районного центра города Спасск-Рязанский на восточном берегу Киструсской старицы Оки менее чем в 1 км от села Дегтяное.

## История
В 1990-х годах существовало ОАО "Дегтянский крахмальный завод" (ныне ликвидированное).

## Население
Численность населения: 30 человек в 2002 году (русские 100 %), 23 в 2010.